# جوش ميلر (سياسي)
جوش ميلر (بالإنجليزية: Josh Miller)‏ هو شخصية أعمال وسياسي أمريكي، ولد في 2 أبريل 1981 في هيبير سبرينغز في الولايات المتحدة. حزبياً، نشط في الحزب الجمهوري. وقد انتخب عضو مجلس نواب أركنساس.